# Studený (Kunratice)
Studený  (do roku 1946 Kaltenbach) je vesnice a část obce Kunratice v okrese Děčín. Nachází se asi tři kilometry severovýchodně od Kunratic. Studený leží v katastrálním území Studený u Kunratic o rozloze 6,38 km². V katastrálním území Studený u Kunratic leží i Lipnice.

## Historie
První písemná zmínka o vesnici pochází z roku 1451. Do roku 1946 nesla obec název Kaltenbach.
Po druhé světové válce došlo v obci k vysídlení původních německých obyvatel a vesnice se prakticky vylidnila.

## Obyvatelstvo
Při sčítání lidu v roce 1921 ve vsi žilo 273 obyvatel (z toho 129 mužů), z nichž byli dva Čechoslováci a 271 Němců. Kromě jednoho evangelíka byli římskými katolíky. Podle sčítání lidu z roku 1930 měla vesnice 264 obyvatel: čtyři Čechoslováky, 259 Němců a jednoho cizince. Všichni se hlásili k římskokatolické církvi.
|                                                            | 1869 | 1880 | 1890 | 1900 | 1910 | 1921 | 1930 | 1950 | 1961 | 1970 | 1980 | 1991 | 2001 | 2011 |
| ---------------------------------------------------------- | ---- | ---- | ---- | ---- | ---- | ---- | ---- | ---- | ---- | ---- | ---- | ---- | ---- | ---- |
| Obyvatelé                                                  | 539  | 484  | 392  | 352  | 289  | 273  | 264  | 53   | 39   | 33   | 4    | 3    | 13   | 18   |
| Domy                                                       | 89   | 91   | 91   | 87   | 83   | 77   | 74   | 70   | 15   | 8    | 4    | 27   | 30   | 14   |
| Počet domů z roku 1961 zahrnuje domy místní části Lipnice. |      |      |      |      |      |      |      |      |      |      |      |      |      |      |

## Pamětihodnosti
- Přírodní rezervace Pavlínino údolí – kaňon řeky Chřibská Kamenice